# Брулетова, Алла
Алла Брулетова (род. 15 сентября 1999, Иваново) — российская модель и блогер, тиктокер. Наибольшую известность получила в июле 2023 года после публикации видеоролика c автомобилем Bentley для автосалона Jet Car.

## Биография
Алла Брулетова родилась 15 сентября 1999 года в городе Иваново. С детства занималась гимнастикой. Кандидат в мастера спорта по чирлидингу. C 13 лет начала работать моделью. В возрасте 17 лет переехала в Москву и поступила в РАНХиГС на факультет журналистики. По состоянию на 2025 год рост модели составляет 158 см. Через некоторое время отчислилась из университета и пошла учиться в актёрскую школу Германа Сидакова, а затем на курсы при кинокомпании «Амедиа». Позднее Брулетовой поступило предложение от московского модельного агентства Avant Models. В портфолио Брулетовой появились съемки для La Moda, Глория Джинс, «Твое» и других российских брендов.
В 19 лет Брулетова познакомилась с видеоблогером Гусейном Гасановым. В 2018 году вышли её первые простые ролики про макияж, еду, природу. Гасанов помог Брулетовой собрать команду операторов и монтажеров, и постепенно она начала зарабатывать на рекламе самостоятельно.
В 2020 году Брулетова попала в тиктокерский дом Hype House, к продюсеру Заиру Юсупову, где проработала полтора года. Брулетова сменила тематику своих сюжетов на автомобильную. Первые видео были простыми, однако со временем стала делать видео в виде обзоров автомобилей и гонок. Запустила собственный бренд повседневной одежды для девушек LookForever. Позднее проект был закрыт.
В июле 2023 года вышел видеоролик Bentley, благодаря которому Брулетова стала известна широкой аудитории. Видеоролик набрал 5 млн просмотров за одну неделю.
Брулетова принимала участие в шоу «Фактор страха», а также получила эпизодические роли в сериалах «Беспринципные» и «Иванько».
Принимала участие в модных показах на Diesel в Токио, Casablanca в Париже, Roberto Cavalli в Дубае, Miu Miu в Париже, а также в съёмках для глянцевых журналов, среди которых Elle Slovenia, Harper’s Bazaar Serbia, Bazaar Greece и Numero Netherlands.
Во время недели моды в Милане участвовала в показах Guess, Prada и Ray-Ban. В 2025 году приняла участие в съёмках Fanci Club для польского журнала Vogue.